# بنجامين داونينج
بنجامين داونينج (بالإنجليزية: Benjamin Downing)‏ هو سياسي أمريكي، ولد في 11 سبتمبر 1981 في غريت بارينغتون في الولايات المتحدة. حزبياً، نشط في الحزب الديمقراطي.